# بينغت مادسن
بينغت مادسن (بالسويدية: Bengt Madsen)‏ هو لاعب كرة قدم وشخصية أعمال سويدي، ولد في 5 أكتوبر 1942 في مالمو في السويد. لعب مع نادي مالمو.